# Filip Boström
Filip August Boström i riksdagen kallad Boström i Tynnelsö, född 5 juni 1843 i Adolf Fredriks församling, död där 7 november 1908 (kyrkobokförd i Överselö församling), var en svensk officer (ryttmästare) och ämbetsman. Han var landshövding i Södermanlands län 1894–1906.

## Biografi
Boström var son till häradshövdingen Erik Samuel Boström och dennes hustru Elisabet Gustava Fredenheim, bror till statsministern Erik Gustaf Boström samt till filantroperna Ebba Boström och Elisabeth von Bahr.
Boström blev underlöjtnant vid Livregementets husarkår 1867 och erhöll 1878 ryttmästares avsked. Han innehade Tynnelsö som fideikommiss, ett av de största godsen i Södermanland från 1869. Han var en driftig jordbrukare och kommunalman, och var ledamot av första kammaren 1887–1908. Han tillhörde från början det protektionistiska majoritetspartiet men intog med tiden en mer moderat ståndpunkt. Han var ledamot av Statsutskottet 1888–1894, ordförande i Bankoutskottet 1899–1901 och 1903–1905.
Filip Boström var gift från 1875 med Pauline Sterky (1857–1883), dotter till generalkonsuln Carl Adolf Sterky, och från 1885 med Augusta Sofia (Sophie) Tersmeden (1848–1925), dotter till kammarherren Jacob Nils Tersmeden. I första äktenskapet föddes sönerna Erland Boström och Wollmar Boström.
Boströms  yngre släkting Israel Holmgren mindes sin ingifte morbror Filip som "mycket stor och oerhört tjock" samt stammande, men ihågkom också med tacksamhet hur Boström bekostat hans medicinstudier sedan Holmgrens far gått bort.